# 푸딩 아라모드

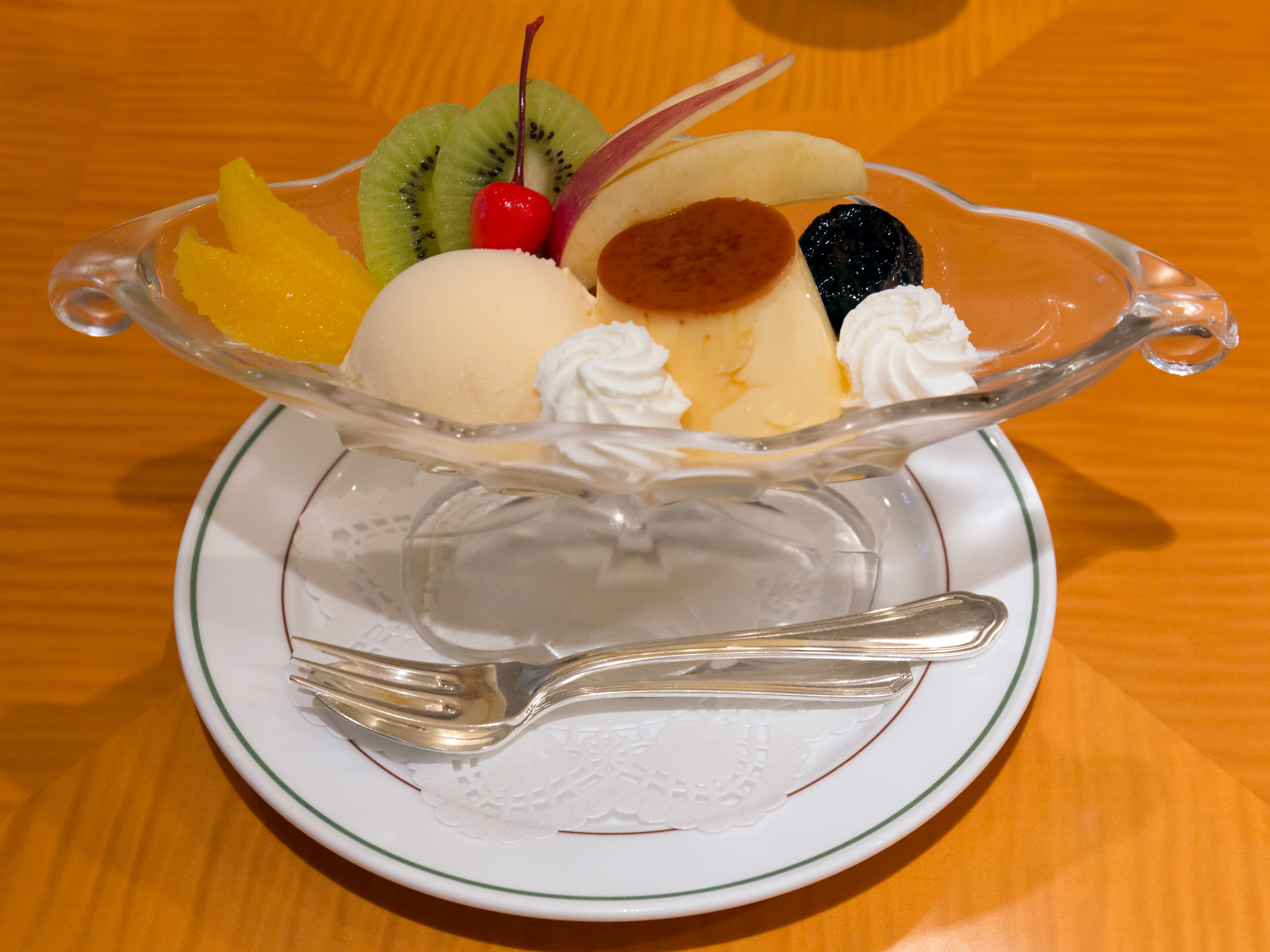

푸딩 아라모드(일본어: プリン・ア・ラ・モード)는 일본식 양식 디저트의 일종이다. 커스터드 푸딩을 중심으로 각종 과일과 디저트를 한 접시에 올려서 내놓는 것이다.
“아라모드”란 프랑스어로 “최신 유행”이라는 뜻이다. 하지만 이름과 달리 프랑스와 상관은 없고, 가나가와현 요코하마시의 호텔 뉴그랜드의 구내 끽다점 “자 카훼(ザ・カフェ)”에서 개발된 것이라고 알려져 있다. 태평양 전쟁 전후에 일본 미군정이 이 호텔을 접수했을 때, 미군 장교들의 부인들에게 제공하기 위해 푸딩에 통조림 과일과 아이스크림을 곁들여 낸 것이 그 시작이다.